# Mitterndorf an der Fischa
Mitterndorf an der Fischa – gmina w Austrii, w kraju związkowym Dolna Austria, w powiecie Baden. Według danych Austriackiego Urzędu Statystycznego liczyła 2 267 mieszkańców (1 stycznia 2014).